# San Juan del Río (Querétaro)
San Juan del Río ist eine ca. 150.000 Einwohner zählende Großstadt im mexikanischen Bundesstaat Querétaro; sie ist überdies Verwaltungssitz der gleichnamigen Gemeinde (municipio) mit ca. 255.000 Einwohnern. Seit dem Jahr 2010 gehört die Stadt als Teil des Camino Real de Tierra Adentro zum UNESCO-Welterbe.

## Lage und Klima
Die Stadt San Juan del Río liegt knapp 170 km (Fahrtstrecke) nordwestlich von Mexiko-Stadt in einer mittleren Höhe von ca. 1920 m; die Stadt Querétaro befindet sich weitere ca. 55 km in nordwestlicher Richtung. Das Klima ist warm; Regen (ca. 585 mm/Jahr) fällt ganz überwiegend im Sommerhalbjahr.

## Bevölkerungsentwicklung
| Jahr      | 1950  | 2000   | 2005    | 2010    |
| Einwohner | 7.501 | 99.483 | 120.984 | 138.878 |

Der leichte aber stetige Bevölkerungszuwachs in den letzten Jahrzehnten beruht im Wesentlichen auf der immer noch anhaltenden Zuwanderung von Familien aus den Dörfern der Umgebung.

## Wirtschaft
Heute spielt die Viehzucht (Rinder, Schafe, Ziegen, Schweine) die wichtigste Rolle im Leben der Gemeinde; daneben sind auch der Anbau von Getreide (Mais, Weizen, Gerste) und der Obst- und Gemüseanbau (Bohnen, Chilis, Tomaten, Kaktusfeigen, Pfirsiche, Birnen, Feigen etc.) von Bedeutung. In der Stadt selbst haben sich Kleinhändler, Handwerker und Dienstleister aller Art sowie Institutionen des Gesundheits- und Ausbildungswesens angesiedelt.

## Geschichte
Die Region um San Juan del Río gehörte vor der Ankunft der Spanier zum Stammesgebiet der weitgehend sesshaften Otomí-Indios, die jedoch in der Folgezeit von den nomadisierenden Chichimeken bedrängt wurden. Im Jahr 1531 wurde der Ort von den Spaniern zwecks Sicherung des Camino Real de Tierra Adentro, der von Mexiko-Stadt zu den „Silberstädten“ des Nordens führte, gegründet. Die Bedeutung der Ansiedlung wuchs; im 17. Jahrhundert wurde hier eine Real Caja eingerichtet.

## Sehenswürdigkeiten
- Im historischen Stadtzentrum nahe der Plaza Independencia stehen die allesamt aus dem 17./18. Jahrhundert stammenden Kirchen des Santuario Diocesano de Nuestra Señora de Guadalupe, des Exconvento de Santo Domingo, die Pfarrkirche San Juan Bautista und die Capilla de la Concepción.
- Originell in seiner Thematik ist das Museo de la Muerte.

Umgebung
- Ca. 1 km südlich des Stadtzentrums quert eine Steinbogenbrücke (Puente de la Historia) aus den Jahren 1710/1 den meist ausgetrockneten Río San Juan.

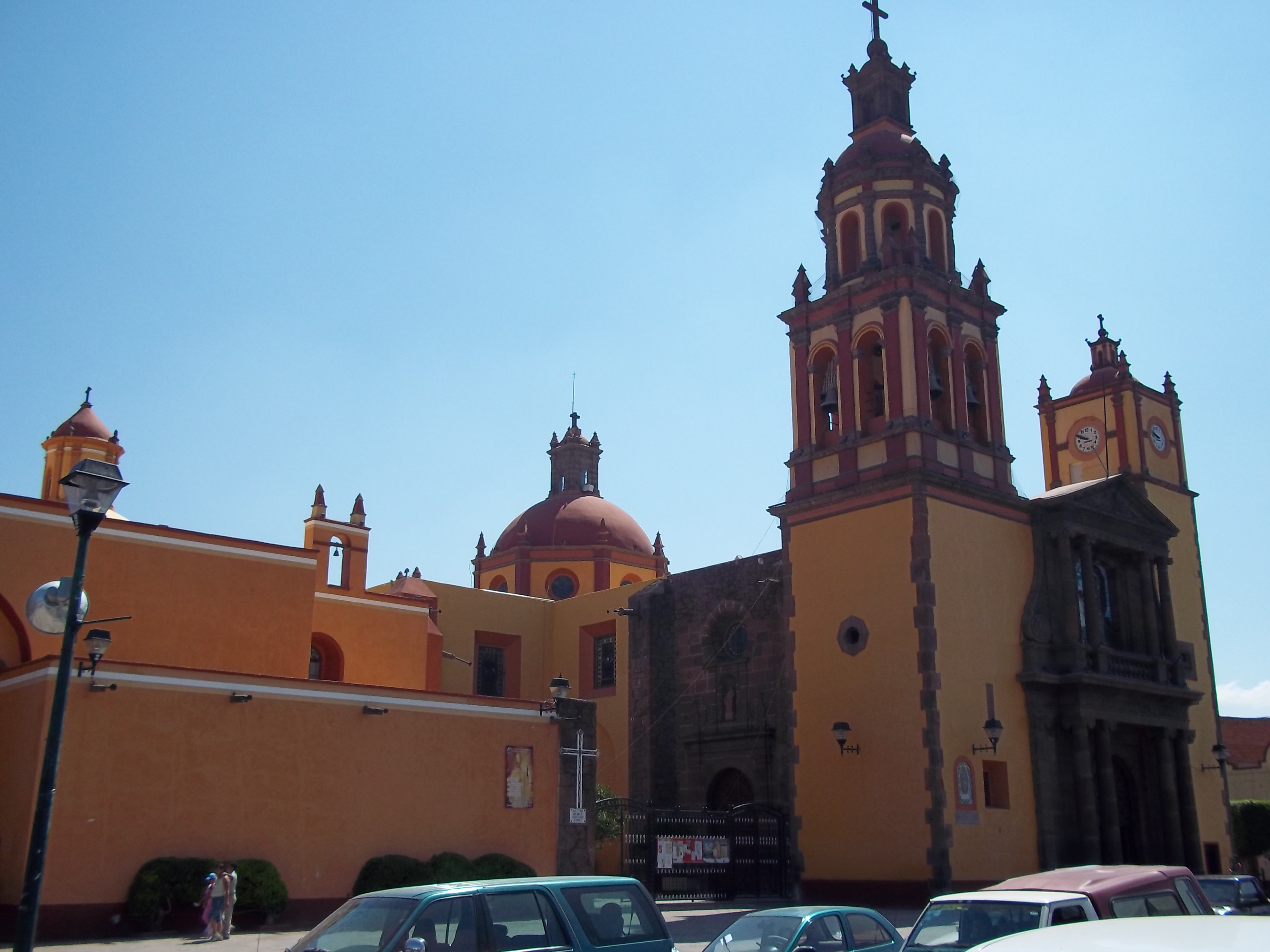
Santuario Diocesano de Nuestra Señora de Guadalupe
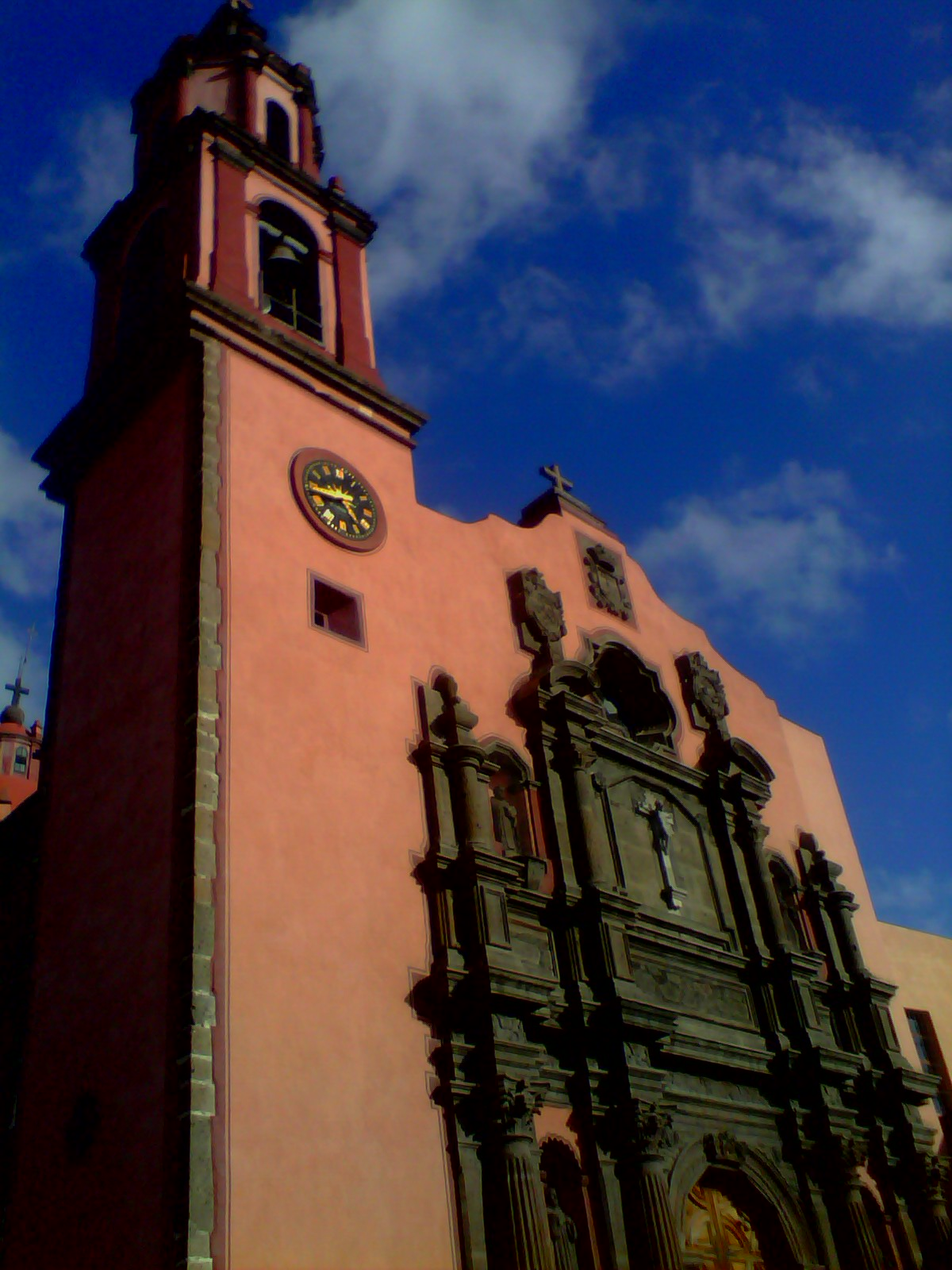
Exconvento de Santo Domingo
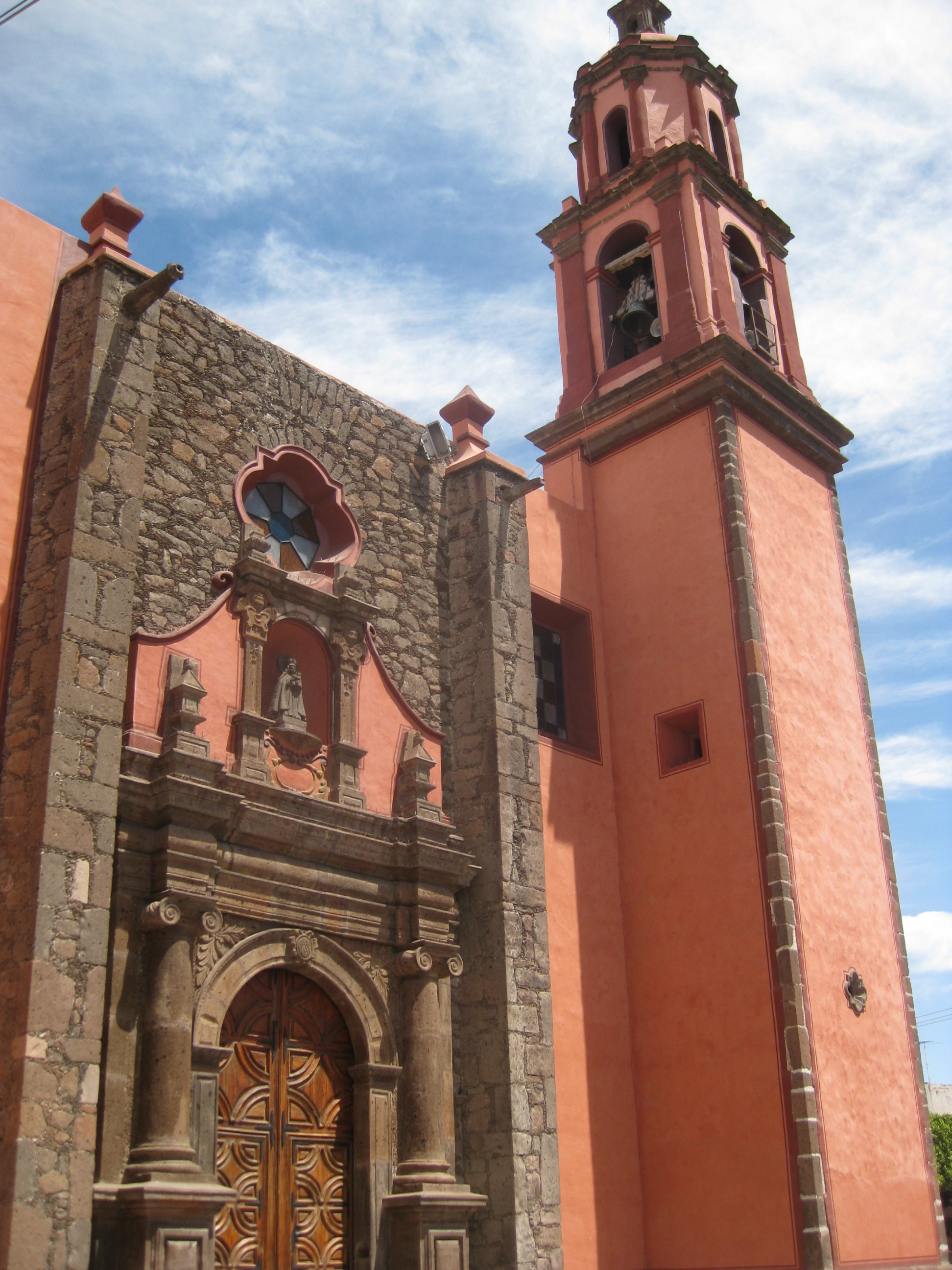
Capilla de la Concepción
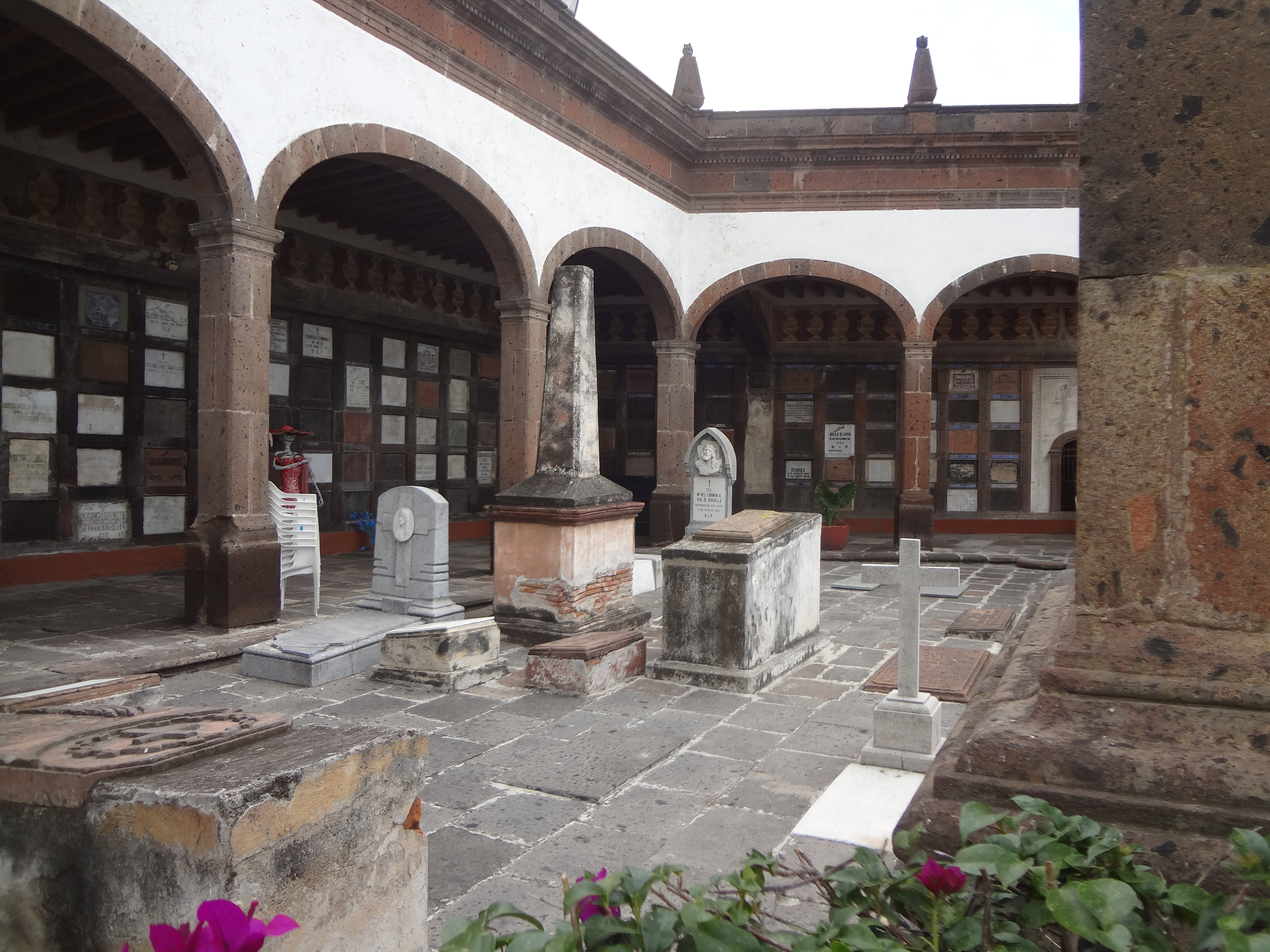
Museo de la Muerte
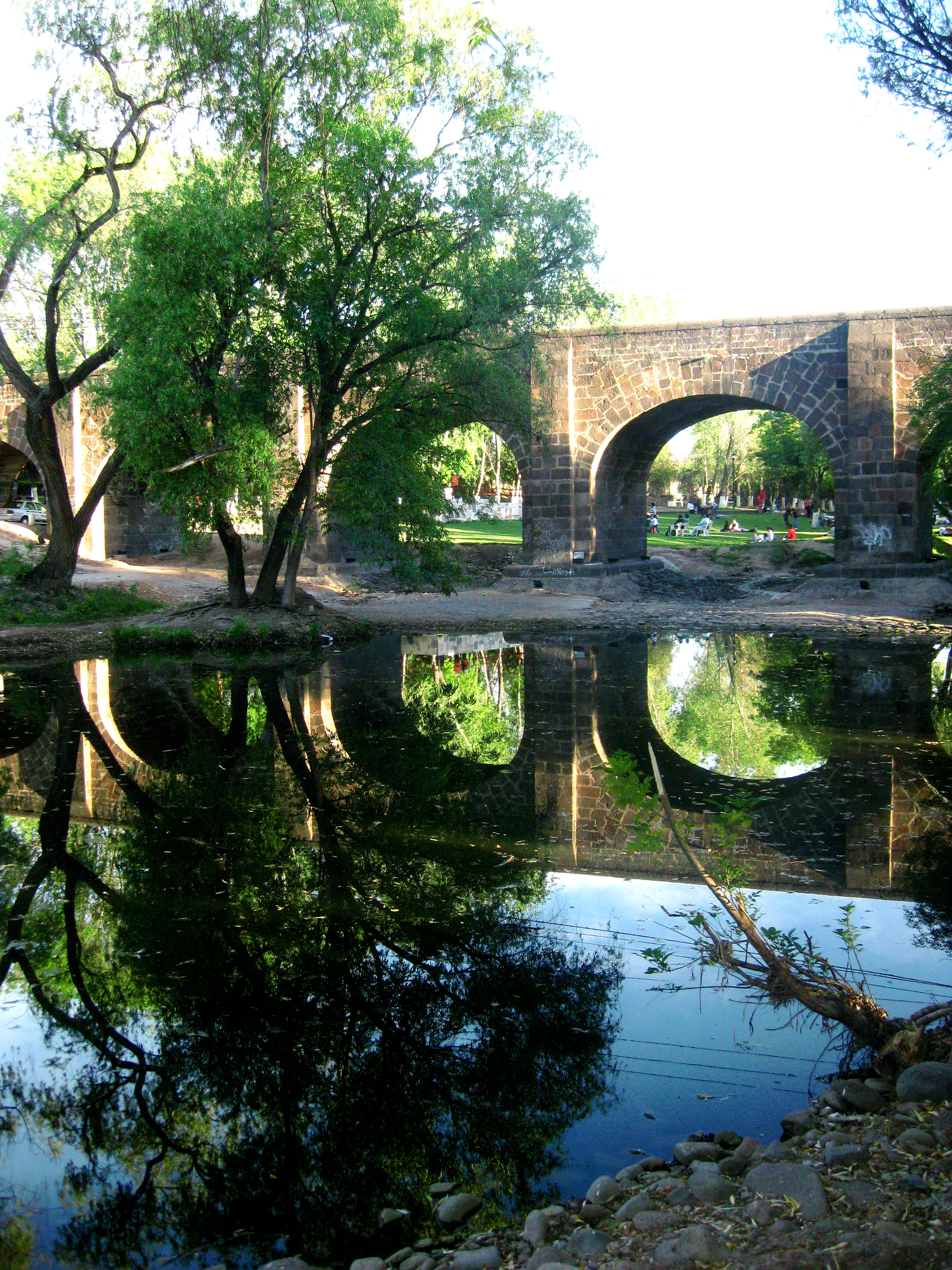
Puente de la Historia